# Canottaggio ai Giochi della XXIX Olimpiade
Le competizioni si sono svolte al Shunyi Olympic Rowing-Canoeing Park dal 9 al 17 agosto 2008.

## Eventi in programma
Sono stati disputati 14 eventi di canottaggio: 8 maschili e 6 femminili. 
| Eventi                 | Uomini                                                             | Donne                                                              |
| ---------------------- | ------------------------------------------------------------------ | ------------------------------------------------------------------ |
| Imbarcazioni di coppia | Singolo Due di coppia Due di coppia pesi leggeri Quattro di coppia | Singolo Due di coppia Due di coppia pesi leggeri Quattro di coppia |
| Imbarcazioni di punta  | Due senza Quattro senza Quattro senza pesi leggeri Otto            | Due senza Otto                                                     |

## Programma
Gli orari sono (UTC+8)
| Data      | Orario      | Evento                                  | Turno                                       |
| --------- | ----------- | --------------------------------------- | ------------------------------------------- |
| 9 agosto  | 13:50-14:50 | Singolo di coppia Femminile             | Batteria                                    |
| 9 agosto  | 14:50-15:50 | Singolo di coppia Maschile              | Batteria                                    |
| 9 agosto  | 15:50-16:10 | Doppio Femminile                        | Batteria                                    |
| 9 agosto  | 16:10-16:40 | Doppio Maschile                         | Batteria                                    |
| 9 agosto  | 16:40-17:00 | Doppio di coppia Femminile              | Batteria                                    |
| 9 agosto  | 17:00-17:30 | Doppio di coppia Maschile               | Batteria                                    |
| 9 agosto  | 17:30-17:50 | 4 Maschile                              | Batteria                                    |
| 10 agosto | 14:50-15:20 | Pesi leggeri Doppio di coppia Femminile | Batteria                                    |
| 10 agosto | 15:20-16:00 | Pesi leggeri Doppio di coppia Maschile  | Batteria                                    |
| 10 agosto | 16:00-16:30 | Pesi leggeri 4 Maschile                 | Batteria                                    |
| 10 agosto | 16:30-16:50 | Quattro di coppia Femminile             | Batteria                                    |
| 10 agosto | 16:50-17:20 | Quattro di coppia Maschile              | Batteria                                    |
| 10 agosto | 17:20-17:40 | 8 Femminile                             | Batteria (posticipato a Lunedì)             |
| 10 agosto | 17:40-18:00 | 8 Maschile                              | Batteria (posticipato a Lunedì)             |
| 11 agosto | 14:50-15:10 | 8 Femminile                             | Batteria (posticipato da domenica)          |
| 11 agosto | 15:10-15:30 | 8 Maschile                              | Batteria (posticipato da domenica)          |
| 11 agosto | 15:30-16:10 | Singolo di coppia Femminile             | Ripescaggio                                 |
| 11 agosto | 16:10-16:50 | Singolo di coppia Maschile              | Ripescaggio                                 |
| 11 agosto | 16:50-17:10 | Doppio Femminile                        | Ripescaggio (posticipato a Martedì)         |
| 11 agosto | 16:50-17:00 | Doppio Maschile                         | Ripescaggio (possibile revisione Orario)    |
| 11 agosto | 17:00-17:20 | Doppio di coppia Femminile              | Ripescaggio (possibile revisione Orario)    |
| 11 agosto | 17:20-17:30 | Doppio di coppia Maschile               | Ripescaggio (possibile revisione Orario)    |
| 11 agosto | 17:30-17:40 | 4 Maschile                              | Ripescaggio (possibile revisione Orario)    |
| 11 agosto | 17:40-18:00 | Singolo di coppia Maschile              | semifinale C/D (possibile revisione Orario) |
| 12 agosto | 16:00-16:20 | Pesi leggeri Doppio di coppia Femminile | Ripescaggio                                 |
| 12 agosto | 16:20-16:40 | Pesi leggeri Doppio di coppia Maschile  | Ripescaggio                                 |
| 12 agosto | 16:40-16:50 | Pesi leggeri 4 Maschile                 | Ripescaggio                                 |
| 12 agosto | 16:50-17:00 | Quattro di coppia Femminile             | Ripescaggio                                 |
| 12 agosto | 17:00-17:10 | Quattro di coppia Maschile              | Ripescaggio                                 |
| 12 agosto | 17:10-17:20 | 8 Femminile                             | Ripescaggio (posticipato a Mercoledì)       |
| 12 agosto | 17:10-17:20 | 8 Maschile                              | Ripescaggio (possibile revisione Orario)    |
| 12 agosto | 17:20-17:40 | Doppio Femminile                        | Ripescaggio (posticipato da lunedì)         |

| Data      | Orario      | Evento                                  | Turno                                |
| --------- | ----------- | --------------------------------------- | ------------------------------------ |
| 13 agosto | 14:50-15:10 | Singolo di coppia Femminile             | SemiFinale C/D                       |
| 13 agosto | 15:10-15:30 | Singolo di coppia Maschile              | SemiFinale C/D                       |
| 13 agosto | 15:30-15:50 | Singolo di coppia Femminile             | SemiFinale A/B                       |
| 13 agosto | 15:50-16:10 | Singolo di coppia Maschile              | SemiFinale A/B                       |
| 13 agosto | 16:10-16:30 | Doppio Maschile                         | SemiFinale A/B                       |
| 13 agosto | 16:30-16:50 | Doppio di coppia Maschile               | SemiFinale A/B                       |
| 13 agosto | 16:50-17:10 | 4 Maschile                              | SemiFinale A/B                       |
| 13 agosto | 17:10-17:20 | Singolo di coppia Maschile              | Finale F                             |
| 13 agosto | 17:20-17:30 | Doppio Maschile                         | Finale C                             |
| 13 agosto | 17:30-17:40 | Doppio di coppia Maschile               | Finale C                             |
| 13 agosto | 17:40-17:50 | 8 Femminile                             | Ripescaggio (posticipato da martedì) |
| 14 agosto | 14:10-14:20 | Singolo di coppia Femminile             | Finale E                             |
| 14 agosto | 14:20-14:30 | Singolo di coppia Maschile              | Finale E                             |
| 14 agosto | 14:30-14:40 | Singolo di coppia Femminile             | Finale D                             |
| 14 agosto | 14:40-14:50 | Singolo di coppia Maschile              | Finale D                             |
| 14 agosto | 14:50-15:00 | Singolo di coppia Femminile             | Finale C                             |
| 14 agosto | 15:00-15:10 | Singolo di coppia Maschile              | Finale C                             |
| 14 agosto | 15:30-15:50 | Pesi leggeri Doppio di coppia Femminile | SemiFinale C/D                       |
| 14 agosto | 15:50-16:10 | Pesi leggeri Doppio di coppia Maschile  | SemiFinale C/D                       |
| 14 agosto | 16:10-16:30 | Pesi leggeri 4 Maschile                 | SemiFinale A/B                       |
| 14 agosto | 16:30-16:50 | Quattro di coppia Maschile              | SemiFinale A/B                       |
| 14 agosto | 16:50-17:00 | Singolo di coppia Femminile             | Finale B                             |
| 14 agosto | 17:00-17:10 | Singolo di coppia Maschile              | Finale B                             |
| 14 agosto | 17:10-17:20 | Doppio Femminile                        | Finale B                             |
| 14 agosto | 17:20-17:30 | Doppio Maschile                         | Finale B                             |
| 14 agosto | 17:30-17:40 | Doppio di coppia Femminile              | Finale B                             |
| 14 agosto | 17:40-17:50 | Doppio di coppia Maschile               | Finale B                             |
| 14 agosto | 17:50-18:00 | 4 Maschile                              | Finale B                             |
| 16 agosto | 14:00-14:10 | Pesi leggeri Doppio di coppia Maschile  | Finale D                             |
| 16 agosto | 14:10-14:20 | Pesi leggeri Doppio di coppia Femminile | Finale C                             |
| 16 agosto | 14:20-14:30 | Pesi leggeri Doppio di coppia Maschile  | Finale C                             |
| 16 agosto | 14:30-14:40 | Pesi leggeri Doppio di coppia Femminile | Finale B                             |
| 16 agosto | 14:40-14:50 | Pesi leggeri Doppio di coppia Maschile  | Finale B                             |
| 16 agosto | 14:50-15:00 | Pesi leggeri 4 Maschile                 | Finale B                             |
| 16 agosto | 15:00-15:10 | Quattro di coppia Femminile             | Finale B                             |
| 16 agosto | 15:10-15:20 | Quattro di coppia Maschile              | Finale B                             |
| 16 agosto | 15:20-15:30 | 8 Maschile                              | Finale B                             |
| 16 agosto | 15:30-15:40 | Singolo di coppia Femminile             | Finale A                             |
| 16 agosto | 15:50-16:00 | Singolo di coppia Maschile              | Finale A                             |
| 16 agosto | 16:10-16:20 | Doppio Femminile                        | Finale A                             |
| 16 agosto | 16:30-16:40 | Doppio Maschile                         | Finale A                             |
| 16 agosto | 16:50-17:00 | Doppio di coppia Femminile              | Finale A                             |
| 16 agosto | 17:10-17:20 | Doppio di coppia Maschile               | Finale A                             |
| 16 agosto | 17:30-17:40 | 4 Maschile                              | Finale A                             |
| 17 agosto | 15:30-15:40 | Pesi leggeri Doppio di coppia Femminile | Finale A                             |
| 17 agosto | 15:50-16:00 | Pesi leggeri Doppio di coppia Maschile  | Finale A                             |
| 17 agosto | 16:10-16:20 | Pesi leggeri 4 Maschile                 | Finale A                             |
| 17 agosto | 16:30-16:40 | Quattro di coppia Femminile             | Finale A                             |
| 17 agosto | 16:50-17:00 | Quattro di coppia Maschile              | Finale A                             |
| 17 agosto | 17:10-17:20 | 8 Femminile                             | Finale A                             |
| 17 agosto | 17:30-17:40 | 8 Maschile                              | Finale A                             |

## Calendario
Le competizioni di canottaggio alle olimpiadi estive del 2008 di Pechino si sono svolte dal 9 agosto al 17 agosto, al bacino Shunyi Olympic Rowing-Canoeing.
| Uomini |  |  |  |  |  |  |  | Singolo 2 senza Doppio 4 senza | Doppio pesi leggeri 4 pesi leggeri 4 di coppia 8 | 8  |
| Donne  |  |  |  |  |  |  |  | Singolo 2 senza Doppio         | Doppio pesi leggeri 4 di coppia 8                | 6  |
| Totale |  |  |  |  |  |  |  | 7                              | 7                                                | 14 |

|  | Qualificazioni |  | FINALI |

## Podi

### Uomini
| Evento                                | Oro | Perform. | Argento | Perform. | Bronzo | Perform. |
| Singolo (dettagli)                    | Norvegia Olaf Tufte | 6:59.83  | Rep. Ceca Ondrej Synek | 7:00.63  | Nuova Zelanda Mahé Drysdale | 7:01.56  |
| Due di coppia (dettagli)              | Australia David Crawshay Scott Brennan                                                                                         | 6:27.77  | Estonia Tõnu Endrekson Jüri Jaanson | 6:29.05  | Gran Bretagna Matthew Wells Stephen Rowbotham                                                                                          | 6:29.10  |
| Due di coppia pesi leggeri (dettagli) | Gran Bretagna Zac Purchase Mark Hunter                                                                                         | 6:10.99  | Grecia Dimitrios Mougios Vasileios Polymeros                                                                                                   | 6:11.72  | Danimarca Mads Rasmussen Rasmus Quist Hansen                                                                                           | 6:12.45  |
| Due senza (dettagli)                  | Australia Drew Ginn Duncan Free                                                                                                | 6:37.44  | Canada David Calder Scott Frandsen | 6:39.55  | Nuova Zelanda Nathan Twaddle George Bridgewater                                                                                        | 6:44.19  |
| Quattro di coppia (dettagli)          | Polonia Konrad Wasielewski Marek Kolbowicz Michał Jeliński Adam Korol                                                          | 5:41.33  | Italia Luca Agamennoni Simone Venier Rossano Galtarossa Simone Raineri                                                                         | 5:43.57  | Francia Jonathan Coeffic Pierre-Jean Peltier Julien Bahain Cédric Berrest                                                              | 5:44.34  |
| Quattro senza (dettagli)              | Gran Bretagna Tom James Steve Williams Peter Reed Andrew Triggs Hodge                                                          | 6:06.57  | Australia Matt Ryan James Marburg Cameron McKenzie-McHarg Francis Hegerty                                                                      | 6:07.85  | Francia Julien Desprès Benjamin Rondeau Germain Chardin Dorian Mortelette                                                              | 6:09.31  |
| Quattro senza pesi leggeri (dettagli) | Danimarca Thomas Ebert Morten Jørgensen Eskild Ebbesen Mads Kruse Andersen                                                     | 5:47.76  | Polonia Łukasz Pawłowski Bartłomiej Pawełczak Miłosz Bernatajtys Paweł Rańda                                                                   | 5:49.39  | Canada Iain Brambell Jon Beare Mike Lewis Daniel Parsons                                                                               | 5:50.09  |
| Otto (dettagli)                       | Canada Kevin Light Ben Rutledge Andrew Byrnes Jake Wetzel Malcolm Howard Dominic Seiterle Adam Kreek Kyle Hamilton Brian Price | 5:23.89  | Gran Bretagna Alex Partridge Tom Stallard Tom Lucy Richard Egington Josh West Alastair Heathcote Matthew Langridge Colin Smith Acer Nethercott | 5:25.11  | Stati Uniti Beau Hoopman Matt Schnobrich Micah Boyd Wyatt Allen Dan Walsh Steven Coppola Josh Inman Bryan Volpenhein Marcus McElhenney | 5:25.34  |

### Donne
| Evento                                | Oro | Perform. | Argento | Perform. | Bronzo | Perform. |
| Singolo (dettagli)                    | Bulgaria Rumyana Neykova | 7:22.34  | Stati Uniti Michelle Guerette | 7:22.78  | Bielorussia Ekaterina Karsten | 7:23.98  |
| Due di coppia (dettagli)              | Nuova Zelanda Georgina Evers-Swindell Caroline Evers-Swindell                                                                    | 7:07.32  | Germania Annekatrin Thiele Christiane Huth | 7:07.33  | Gran Bretagna Elise Laverick Anna Bebington | 7:07.55  |
| Due di coppia pesi leggeri (dettagli) | Paesi Bassi Kirsten van der Kolk Marit van Eupen                                                                                 | 6:54.74  | Finlandia Sanna Stén Minna Nieminen | 6:56.03  | Canada Melanie Kok Tracy Cameron | 6:56.68  |
| Due senza (dettagli)                  | Romania Georgeta Andrunache Viorica Susanu                                                                                       | 7:20.60  | Cina Wu You Gao Yulan | 7:22.28  | Bielorussia Yuliya Bichyk Natallia Helakh | 7:22.91  |
| Quattro di coppia (dettagli)          | Cina Tang Bin Jin Ziwei Xi Aihua Zhang Yangyang                                                                                  | 6:16.06  | Gran Bretagna Annabel Vernon Debbie Flood Frances Houghton Katherine Grainger                                                                                      | 6:17.37  | Germania Britta Oppelt Manuela Lutze Kathrin Boron Stephanie Schiller                                                                                 | 6:19.56  |
| Otto (dettagli)                       | Stati Uniti Erin Cafaro Lindsay Shoop Anna Goodale Elle Logan Anna Cummins Susan Francia Caroline Lind Caryn Davies Mary Whipple | 6:05.34  | Paesi Bassi Femke Dekker Marlies Smulders Nienke Kingma Roline Repelaer van Driel Annemarieke van Rumpt Helen Tanger Sarah Siegelaar Annemiek de Haan Ester Workel | 6:07.22  | Romania Constanța Pipotă-Burcică Viorica Susanu Rodica Șerban Beniko Barabas Simona Mușat Ioana Papuc Georgeta Andrunache Doina Ignat Elena Georgescu | 6:07.25  |

## Medagliere
| Posizione | Paese         |    |    |    | Totale |
| --------- | ------------- | -- | -- | -- | ------ |
| 1         | Gran Bretagna | 2  | 2  | 2  | 6      |
| 2         | Australia     | 2  | 1  | 0  | 3      |
| 3         | Canada        | 1  | 1  | 2  | 4      |
| 4         | Stati Uniti   | 1  | 1  | 1  | 3      |
| 5         | Cina          | 1  | 1  | 0  | 2      |
| 5         | Paesi Bassi   | 1  | 1  | 0  | 2      |
| 5         | Polonia       | 1  | 1  | 0  | 2      |
| 8         | Nuova Zelanda | 1  | 0  | 2  | 3      |
| 9         | Danimarca     | 1  | 0  | 1  | 2      |
| 9         | Romania       | 1  | 0  | 1  | 2      |
| 11        | Bulgaria      | 1  | 0  | 0  | 1      |
| 11        | Norvegia      | 1  | 0  | 0  | 1      |
| 13        | Germania      | 0  | 1  | 1  | 2      |
| 14        | Rep. Ceca     | 0  | 1  | 0  | 1      |
| 14        | Estonia       | 0  | 1  | 0  | 1      |
| 14        | Finlandia     | 0  | 1  | 0  | 1      |
| 14        | Grecia        | 0  | 1  | 0  | 1      |
| 14        | Italia        | 0  | 1  | 0  | 1      |
| 19        | Bielorussia   | 0  | 0  | 2  | 2      |
| 19        | Francia       | 0  | 0  | 2  | 2      |
| Totale    | Totale        | 14 | 14 | 14 | 42     |